# Casas de Millán
Casas de Millán – gmina w Hiszpanii, w prowincji Cáceres, w Estramadurze, o powierzchni 152,91 km². W 2011 roku gmina liczyła 674 mieszkańców.